# Strymon desertorum
Strymon desertorum är en fjärilsart som beskrevs av Grinnell 1917. Strymon desertorum ingår i släktet Strymon och familjen juvelvingar. Inga underarter finns listade i Catalogue of Life.